# Bibliothek des Germanischen Nationalmuseums

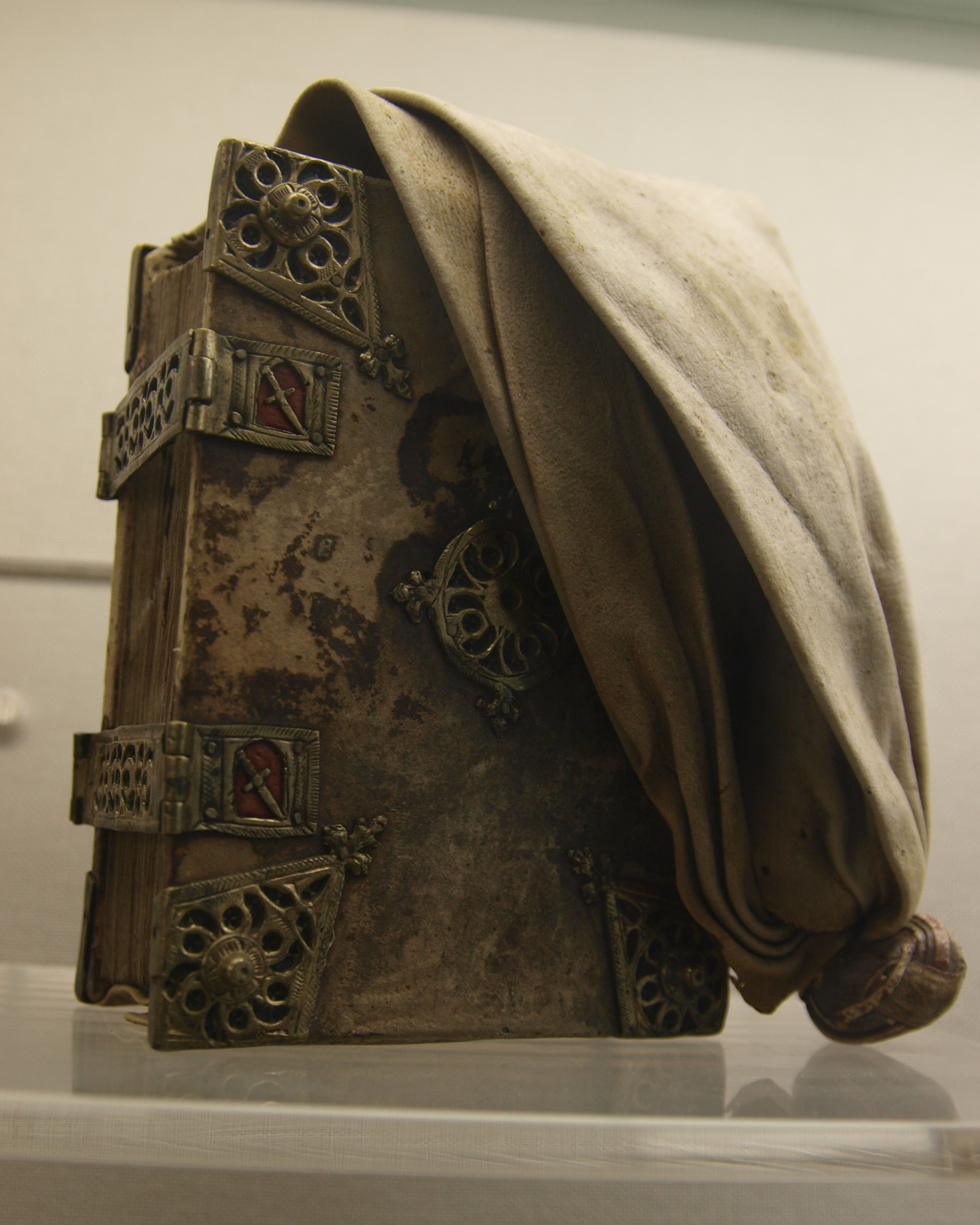
Der Bibliothek gehört das Beutelbuch des Hieronymus Kress (Nürnberg 1471).

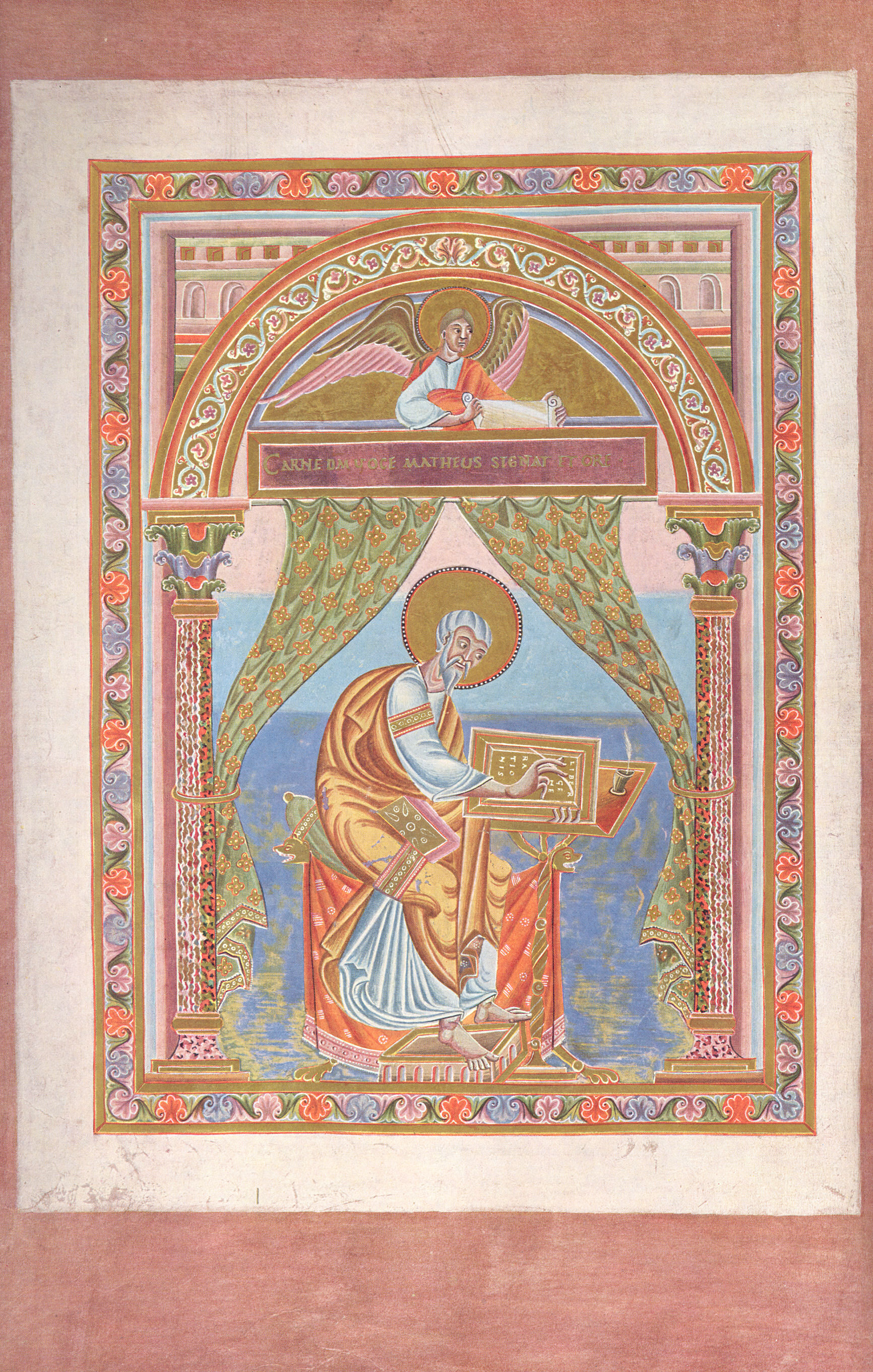
Bildseite des Codex aureus Epternacensis

Die Bibliothek des Germanischen Nationalmuseums in Nürnberg bildet die Büchersammlung des Museums und ist zugleich eine öffentlich zugängliche Präsenzbibliothek. Die Bibliothek umfasst über 700.000 Bände, 1695 laufende Zeitschriften, 3380 Handschriften, etwa 1000 Inkunabeln sowie 3000 Drucke des 16. Jahrhunderts. Jährlich wächst der Bestand um 8000 Bände. Damit ist sie die größte öffentlich zugängliche Spezialbibliothek für Kunst- und Kulturgeschichte, Volkskunde, Volkskunst sowie Orts- und Landesgeschichte im deutschsprachigen Raum.
Die Bibliothek baut auf der 7000 Bände umfassenden Sammlung des Museumsgründers Hans Freiherr von und zu Aufseß auf. Von 1852 bis zum Ersten Weltkrieg bestand der Bibliotheksaufbau lediglich durch Freiexemplare von Akademien und Verlagen. Erst in der Zwischenkriegszeit, nachdem die Anzahl der Spenden rückläufig war, wurden Exemplare gekauft und darüber hinaus die Sammelgebiete wesentlich erweitert. Der Erwerbungsetat wurde erst 1971 festgelegt. Bereichert wurde der Bestandsaufbau durch Bibliotheken Wilhelmi, Stolberg-Wernigerode und Praetorius. Darüber hinaus wurden von einzelnen Büchersammlern ihre Bibliotheken als Dauerleihgaben in die Verwahrung der Museumsbibliothek gegeben. Darunter befindet sich die Bibliothek der Paul Wolfgang Merkelschen Familienstiftung, die sich als Depositum in der Institution befindet. 1978 umfasste der Bestand etwa 400.000 Bände. Seit dem 3. Juni 2003 verwahrt die Bibliothek auch die Bibliothek der Landesgewerbeanstalt Bayern. Weiterhin erstellt die Museumsbibliothek seit 1962 die Bibliografie Schrifttum zur deutschen Kunst.